# Abiego (kommunhuvudort)
Abiego är en kommunhuvudort i Spanien.   Den ligger i provinsen Provincia de Huesca och regionen Aragonien, i den nordöstra delen av landet, 400 km nordost om huvudstaden Madrid. Abiego ligger 539 meter över havet och antalet invånare är 290.
Terrängen runt Abiego är platt åt sydväst, men åt nordost är den kuperad. Runt Abiego är det glesbefolkat, med 8 invånare per kvadratkilometer. Närmaste större samhälle är Barbastro, 18,7 km sydost om Abiego. Trakten runt Abiego består till största delen av jordbruksmark.